# Hibiscus commixtus
Hibiscus commixtus är en malvaväxtart som beskrevs av Paul Arnold Fryxell och Krapov.. Hibiscus commixtus ingår i Hibiskussläktet som ingår i familjen malvaväxter. Inga underarter finns listade i Catalogue of Life.